# Emelrikus von Monreal
Emelrich oder Emelrikus von Monreal alias Emelrikus von Treis und Emelrikus von Fankel (* um/vor 1200, wahrscheinlich in Treis an der Mosel; † um 1250, wahrscheinlich in Monreal) war ein Ritter, Erbvogt und Grund- und Lehnsherr von Fankel, Virneburger Burgmann auf der Burg Monreal in der Eifel und Gründer des Klosters Maria Engelport.

## Herkunft und Leben
Gemäß Quellenlage war der Ritter um 1200 als Emelrikus von Treis geboren worden und wurde zeitlebens auch so genannt. Erst seine Nachkommen nannten sich von Monreal und er selbst wurde erst lange nach seinem Tod bei seiner ersten urkundlichen Erwähnung als Klostergründer im Jahre 1406 nach seinem späteren Wohnsitz als Emelricus de Monreal bezeichnet. Auch das Lilienwappen (2:1 Lilien im Wappenschild) seiner Familie sowie die Tatsache, dass er einen Bruder namens Johann von Karden hatte sind Indizien für eine Treiser Herkunft. Die Vogtei Fankel hatte er als Lehen vom Pfalzgraf inne und als Lantzhere, also Bannerherr, gehörte er der regionalen Oberschicht an.
Um das Jahr 1220 gründete Emelrich von Monreal das Kloster Maria Engelport und kurz darauf trat er als Burgmann auf der ebenfalls damals neu erbauten Burg Monreal in die Dienste des Grafen Hermann von Virneburg ein. Für das Jahr 1229 ist ein Haus Emelrichs in der Vogtei Monreal belegt. Um 1235 und in den Jahren 1238 und 1246 tritt er in Virneburger Urkunden als Emelrich von Treis in Erscheinung. Der Emelrico de Munrian, der 1253 zusammen mit Eustachio de Tris und Jwano de Tris als Zeuge auftrat, dürfte hingegen sein Sohn gewesen sein. Noch am 12. Januar 1275 wird bei der Einigung der Märker und Erben von Polch mit Graf Henrich von Virneburg wegen Novalien ein dem Ritter Emelrich von Treis gehörender Weiher erwähnt. Damals war der Vater jedoch bereits tot. Er muss zwischen 1246 und 1253 gestorben sein.

## Nachkommen
Emelrich von Treis alias von Monreal hatte neben einem gleichnamigen Sohn auch einen Sohn namens Philipp von Monreal. Beide waren Vögte von Fankel. Ersterem wird in dem Engelporter Totenbuch am 2. September gemeinsam mit seinen Ehefrauen Adelheid von Uhler und Anna N. gedacht, seines Bruders am 21. Mai. Zwar wurde das von Emelrich gegründete Kloster Engelport früh wieder aufgegeben, seine Nachkommen unterstützten aber die 1262 von dem Ehepaar Philipp II. von Wildenburg und Irmgard von Braunshorn erfolgte Neugründung.
In der nächsten Generation kam es 1282 zwischen den Blutsverwandten Eustachus von Monreal und Emelricus von Fankel zum Streit wegen des Patronatsrechts zu Bruttig. Am 10. Oktober 1286 verkaufte Emelrich seinen Zehnt an diesem Patronatsrecht an Eustachus. Letzterer war 1311 Burgmann des Grafen von Virneburg und 1318 wird er Steicius, Ritter von Monriain genannt. Wahrscheinlich war er mit einer Clemencia verheiratet, mit der er die Söhne Robert (urkundlich 1326) und Embricus sowie vermutlich die mit Huch vom Stein (urk. 1336) verheiratete Tochter Clemencia hatte. Auch Werner von Monreal (urkundlich 1318–1329), Erbvogt von Fankel und der Ritter Johann von Monreal (urkundlich 1332–1366, verheiratet mit Elisabeth von Calmunt), Burgmann zu Cochem, waren Söhne des Eustachus von Monreal. Johann hatte wiederum einen Sohn Steytzis von Munrian (urkundlich 1368–1376), der Patron der Kapelle zu Ober- und Niederernst war. In dem Wappenverzeichnis der trierischen Burgleute findet sich um 1340 auf der Burg Cochem auch ein Johann de Mo(n)reon, mit drei weißen Lilien in Blau.
Wo der für die Zeit von 1327 bis 1352 belegte Abt von Springiersbach namens Eustachius beziehungsweise Stezzis von Monreal genealogisch einzuordnen ist, bedarf noch der Klärung. Letzte des Geschlechts war die bis 1459 urkundlich nachweisbare Margaretha von Monreal, die Dietrich den Jungen von Brohl zu Brohlberg geheiratet hatte.